# Noctua atlantica
Noctua atlantica is een vlinder uit de familie uilen (Noctuidae). De wetenschappelijke naam is voor het eerst geldig gepubliceerd in 1905 door Warren.
De soort komt voor in Europa.